# Xã Kankakee, Quận LaPorte, Indiana
Xã Kankakee (tiếng Anh: Kankakee Township) là một xã thuộc quận LaPorte, tiểu bang Indiana, Hoa Kỳ. Năm 2010, dân số của xã này là 4.830 người.